# Kostel svatého Mikuláše (Pernarec)
Kostel svatého Mikuláše je dominantou vesnice Pernarec v okrese Plzeň-sever. První písemná zmínka o něm pochází z roku 1360. Je chráněn jako kulturní památka České republiky.
V letech 1820–1822 byla upravena a rozšířena loď a nad západním průčelím vztyčena věž. Poslední výraznější úpravy byly provedeny na přelomu devatenáctého a dvacátého století a v roce 1931. Z období kolem roku 1770 pochází štuková výzdoba realizovaná Ignácem F. Platzerem. Jižně pod kostelem leží někdejší fara, k níž přiléhá poničený hospodářský dvůr.